# Mindcrime at the Moore
Mindcrime at the Moore è un album dal vivo del gruppo musicale statunitense Queensrÿche, pubblicato nel 2007.

## Tracce

### Disco 1:Operation: Mindcrime
1. I Remember Now – 1:22 (Chris DeGarmo, Geoff Tate, Michael Wilton)
2. Anarchy-X – 1:39 (DeGarmo)
3. Revolution Calling – 5:05 (Tate, Wilton)
4. Operation: Mindcrime – 4:32 (DeGarmo, Tate, Wilton)
5. Speak – 3:53 (Tate, Wilton)
6. Spreading the Disease – 4:12 (Tate, Wilton)
7. The Mission – 6:10 (DeGarmo)
8. Suite Sister Mary – 9:53 (DeGarmo, Tate)
9. The Needle Lies – 3:01 (Tate, Wilton)
10. Electric Requiem – 3:44 (Scott Rockenfield, Tate)
11. Breaking the Silence – 4:27 (DeGarmo, Tate)
12. I Don't Believe in Love – 5:28 (DeGarmo, Tate)
13. Waiting for 22 – 1:25 (DeGarmo)
14. My Empty Room – 3:28 (Tate, Wilton)
15. Eyes of a Stranger – 6:00 (DeGarmo, Tate)

### Disco 2:Operation: Mindcrime II
1. Freiheit Ouvertüre – 1:20 (Eddie Jackson, Jason Slater, Mike Stone)
2. Convict – 0:08 (Tate)
3. I'm American – 2:51 (Slater, Stone, Tate)
4. One Foot in Hell – 4:11 (Slater, Stone, Tate)
5. Hostage – 4:20 (Jackson, Tate, Wilton)
6. The Hands – 4:31 (Slater, Tate, Wilton)
7. Speed of Light – 3:09 (Slater, Stone, Tate)
8. Signs Say Go – 3:15 (Slater, Stone, Tate)
9. Re-Arrange You – 3:10 (Slater, Stone, Tate)
10. The Chase – 3:06 (Slater, Stone, Tate)
11. Murderer? – 4:33 (Slater, Tate, Wilton)
12. Circles – 3:00 (Jackson, Slater, Tate)
13. If I Could Change It All – 4:27 (Slater, Stone, Tate)
14. An Intentional Confrontation – 2:32 (Slater, Stone, Tate)
15. A Junkie's Blues – 3:34 (Slater, Stone, Tate)
16. Fear City Slide – 4:49 (Slater, Stone, Tate)
17. All the Promises – 5:10 (Slater, Stone, Tate)
18. Walk in the Shadows (encore) – 4:53 (DeGarmo, Tate, Wilton)
19. Jet City Woman (encore) – 5:49 (DeGarmo, Tate)

## Formazione
- Geoff Tate - voce
- Mike Stone - chitarra
- Michael Wilton - chitarra, cori
- Eddie Jackson - basso, cori
- Scott Rockenfield - batteria